# František Sisr
František Sisr (República Checa, 17 de marzo de 1993) es un ciclista checo que fue profesional entre 2012 y 2020.

## Palmarés
2015
- Korona Kocich Gor
- 3.º en el Campeonato de la República Checa en Ruta

2016
- 1 etapa del Tour de Bretaña
- 1 etapa del East Bohemia Tour

2018
- Tour de Drenthe
- Visegrad 4 Kerekparverseny

2019
- Campeonato de República Checa en Ruta